# Taraxacum thracicum
Taraxacum thracicum — вид квіткових рослин з підродини цикорієвих (Cichorioideae).

## Поширення
Європейська Туреччина, Болгарія, Україна — Крим, Північний Кавказ.

## Біоморфологічна характеристика
Це багаторічна рослина. Належить до Taraxacum sect. Erythrosperma.